# 職業訓練局 (香港)
職業訓練局（英語：Vocational Training Council，簡稱 VTC）是香港提供專業教育及技能培訓與發展的法定機構，於1982年由香港政府成立，接管以往由教育署管理的職業專才教育工作。

## 概況

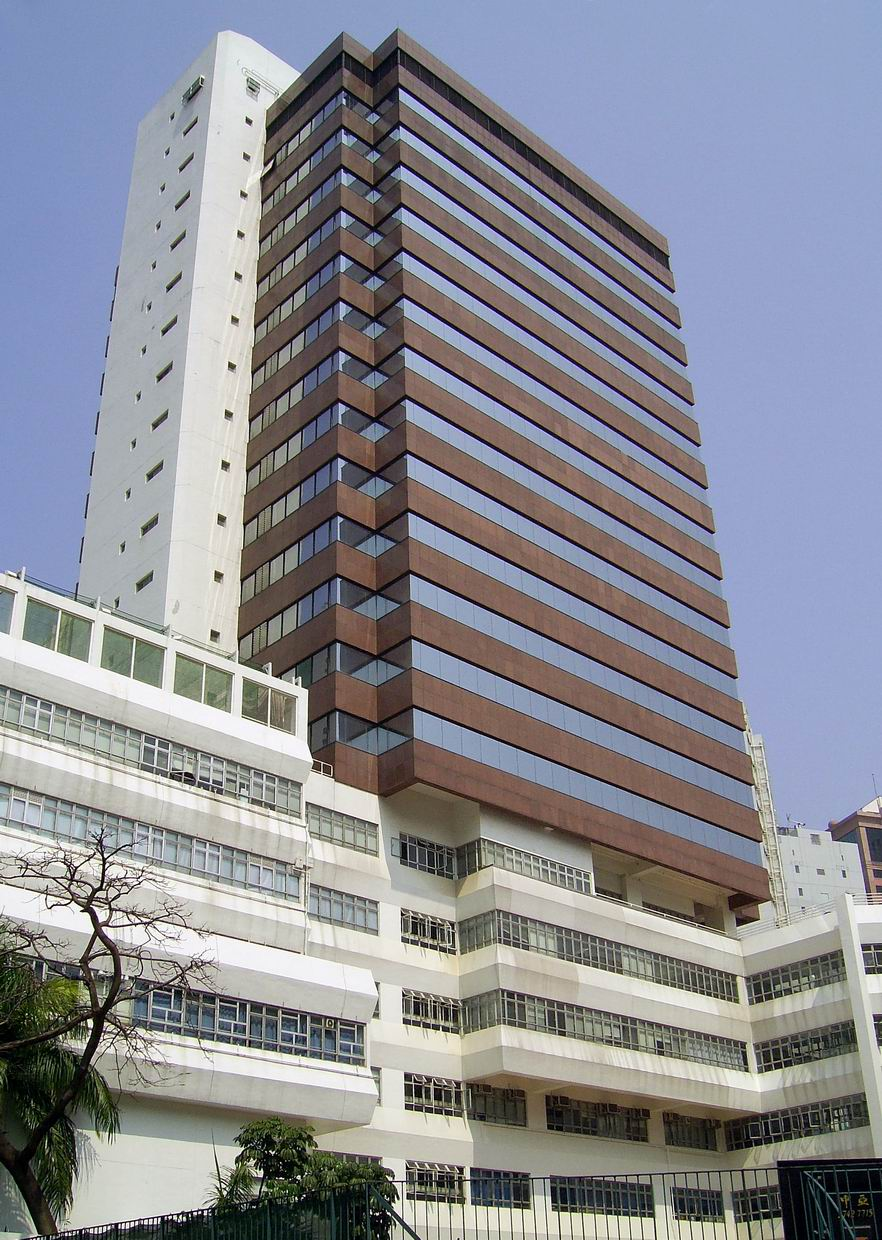
灣仔活道職業訓練局總部大樓

### 簡介
職業訓練局由21個訓練委員會和5個一般委員會協助推行專業教育及訓練的工作。訓練委員會為工商界各行業評估人力需求。5個一般委員會，則負責跨行業的訓練事宜，如學徒訓練及技能測驗、資訊科技訓練發展、管理督導訓練、技師訓練，以及殘疾人士職業訓練等。
香港專業教育學院（IVE）是職業訓練局主要成員機構，共有9所分校，開設健康及生命科學、商業、幼兒、長者及社會服務、工程、酒店及旅遊及資訊科技等不同學科類別的課程。香港知專設計學院（HKDI）則專門提供設計教育，配合創意工業的人才需求。
職業訓練局按工商及服務業需要，為各級僱員提供技能提升訓練課程。此外，職業訓練局推行工科畢業生訓練計劃，旨在為工科畢業生以及修讀廠校交替課程的工科學生提供足夠實務訓練機會，使他們得以完成所需的訓練，取得專業資格。
職業訓練局屬下的「學徒事務署」 （页面存档备份，存于）則負責執行《學徒制度條例》。年齡介乎14至19歲的人士，均須與僱主簽訂學徒合約，並送交學徒事務專員（目前由職業訓練局執行幹事擔任）註冊。
2004年，邱子文高中學校（原址已改為設立青年學院（邱子文））成立，除提供高中課程外，學生也可經校內評核，升讀職業訓練局屬下機構的各項課程。
2012年5月職業訓練局（VTC）獲稻香集團資助，在一幢活化工廈營運中式餐飲業在職培訓學院「VTC稻苗學院」，開辦專業文憑課程及證書課程。
2012年8月15日全港首個塑膠材料資源中心開幕，位於職業訓練局九龍灣大樓地下，耗資300萬元，為職訓局學生及業界服務。中心由中小企發展支援基金撥款及業界資助，並由香港生產力促進局協助開發應用系統，提供有關塑膠物料的資訊。
2023年3月17日，由深圳职业技术学院和职业训练局合作共建的粤港澳大湾区特色职业教育园区开园，位于深圳市南山区。
2023年11月1日，為支持《2023年度香港行政長官施政報告》中的創新科技政策，職業訓練局宣佈分拆香港專業教育學院的資訊科技學科，成立全新專為資訊科技而設的香港資訊科技學院。
2023年11月10日，九龍東（茶果嶺）職業訓練局新校舍發展計劃—重置偉樂街道路工程建議刊憲。
2024年，為支持政府推出的《職專畢業生留港計劃》，職業訓練局陸推出多個以中文（普通話或粵語）授課的高級文憑和學士學位課程。

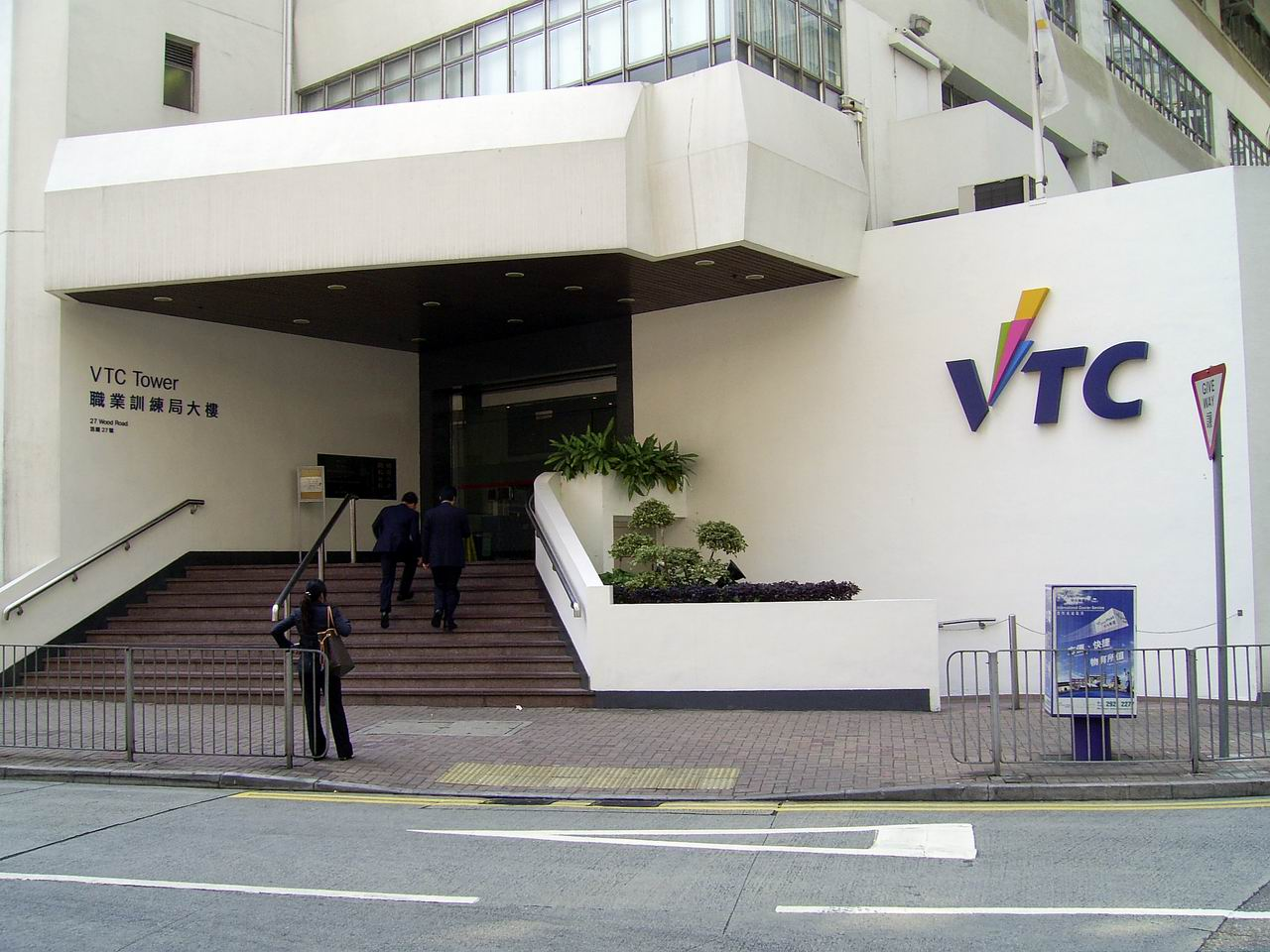
職業訓練局大樓入口
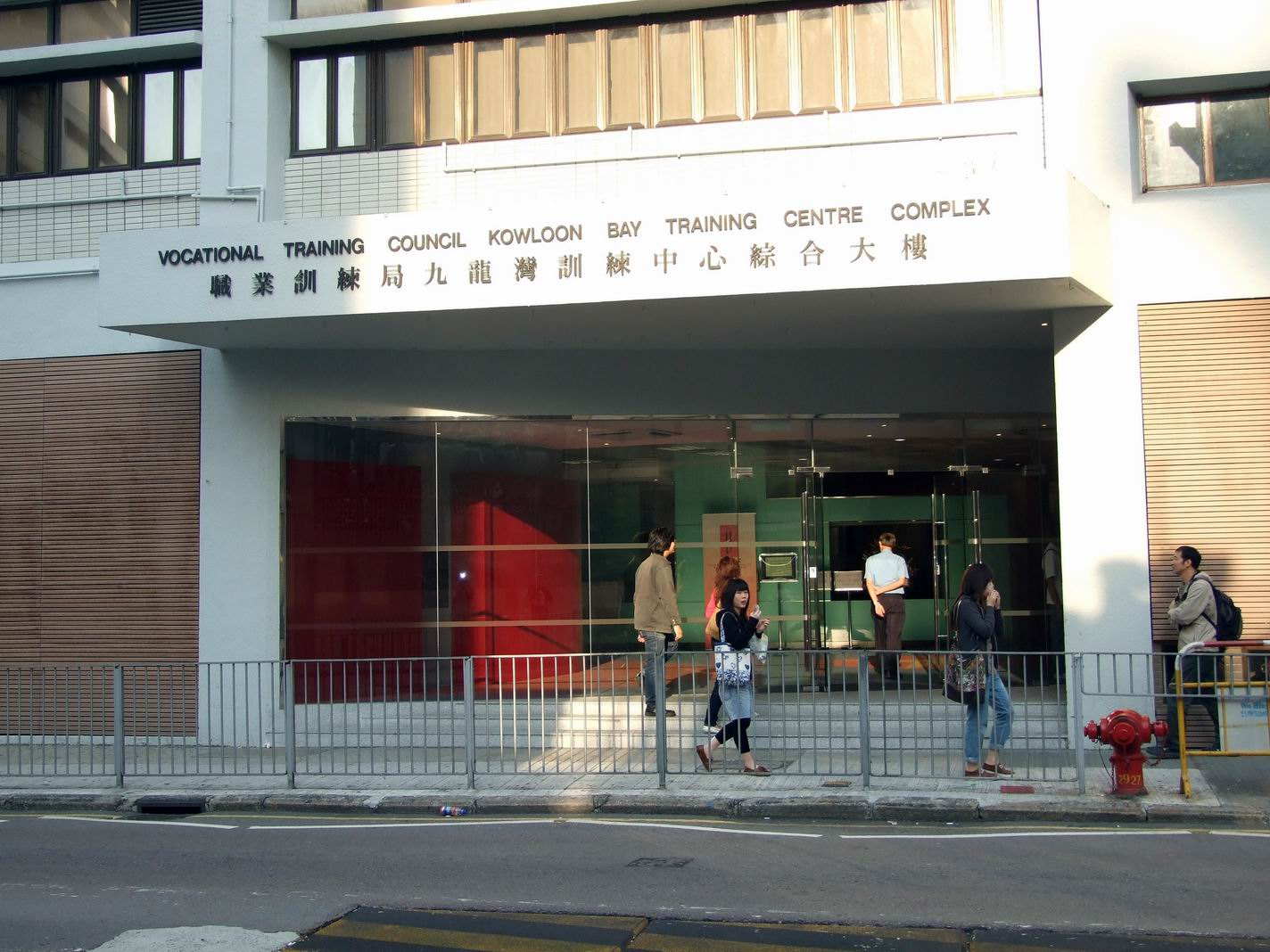
職業訓練局九龍灣大樓入口
職訓局舊標誌
職訓局新標誌

### 管治架構
| 理事會： - 主席 - 戴澤棠先生，BBS，JP - 副主席 - 葉中賢博士，BBS ，JP - 莊堅烈先生，BBS ，MH - 成員： - 趙式明女士，BBS ，JP - 鄭松岩博士 - 張益麟先生，MH - 邱詠筠女士，BBS ，JP - 梅李玉霞女士，MH - 梁美儀教授，JP - 梁永基先生 - 盧金榮博士，BBS ，JP - 盧巧玉女士 - 彭一庭先生 - 陳祖恒議員 - 謝宏儒先生 - 王祖興先生，JP - 黃維義先生 - 英佩詞先生 - 教育局副秘書長（或其代表） - 工業貿易署署長（或其代表） - 勞工處處長（或其代表） - 職業訓練局執行幹事 執行幹事 - 唐智強，GBS，JP 副執行幹事 - 王建國博士 - 任影嬋女士 - 廖世樂博士工程師 助理執行幹事 - 高麗芳女士 - 何世孝博士 - 張秀成先生 - 鍾志斌先生 - 傅德聰博士 - 何潔宜女士 - 冼廣基先生 - 林子山博士 - 譚智恒先生 - 鄭可怡女土 高級助理執行幹事 - 郭展幹先生 - 葉漢鵬先生 - 甄鼎君博士 - 郭龍基先生 - 蘇偉文教授，BBS，JP - 王澤榮先生 - 林绮妮博士 |

### 歷任主席
- 田元灝（1982年–1986年）
- 陳鑑泉（1986年–1988年）
- 張鑑泉（1989年–1992年）
- 鄭正訓（1993年–1994年）
- 黃秉槐（1995年–1997年6月4日）（任內病逝）
- 楊啟彥（1998年–2005年）
- 梁君彥（2006年–2012年）
- 陳鎮仁（2012年–2017年）
- 鍾志平（2018年–2020年）
- 戴澤棠（2020年–現在）

### 歷任執行幹事
- 穆勤（1982年–1987年）
- 黎澤鑾（1987年–1997年）
- 李鍔（1997年–2002年）
- 邱霜梅（2003年–2012年）
- 尤曾家麗（2013年–2021年）
- 唐智強（2022年–）

### 宣傳口號
- 培養人才　開拓前程（1982年–1999年）
- 發揮潛能　創造優勢（1999年–2004年）
- 知·專·新人才（2004年–2007年）
- 良機·實幹·成功（2007年–現在）

## 機構成員
職業訓練局轄下14個機構成員為不同背景及程度的學生提供多元化課程，並為各行各業培育人才。
1. 香港高等教育科技學院（THEi）
2. 才晉高等教育學院（SHAPE）
3. 高峰進修學院（PEAK）
4. 香港專業教育學院（IVE）
5. 香港知專設計學院（HKDI）
6. 香港資訊科技學院（HKIIT）
7. 青年學院（YC）
8. 酒店及旅遊學院（HTI）
9. 國際廚藝學院（ICI）
10. 中華廚藝學院（CCI）
11. 海事訓練學院（MSTI）
12. 卓越培訓發展中心（Pro-Act Centre）
13. 展亮技能發展中心（SSC）
14. 匯縱專業發展中心（IVDC）

## 子公司
- 职专教育服务（深圳）有限公司

## 另見
- 僱員再培訓局
- 製衣業訓練局
- 建造業議會

## 外部連結
- 官方网站 （页面存档备份，存于）